# Mijn tante Coleta
Mijn tante Coleta is een roman uit 1976 van R.J. Peskens, pseudoniem van uitgever en schrijver Geert van Oorschot.

## Verhaal
Een jongen, de naamloze verteller van het verhaal, groeit op in een arm arbeidersgezin in de jaren dertig in Vlissingen. Zijn moeder is een fanatieke anarchiste met vaak onvoorspelbaar extreem gedrag, zijn vader daarentegen is een gematigde socialist. Als de 16-jarige jongen in de examenklas van de HBS zit, wordt hij verleid door de warmbloedige Coleta, de 19-jarige vrouw van zijn 34-jarige oom Piet, de nette maar 'saaie' en weinig avontuurlijke jongere broer van zijn vader. De jongen komt, na een aantal opwindende erotische momenten, er later achter dat zijn tante hem in zekere zin heeft gemanipuleerd om zo toenadering te kunnen zoeken tot zijn moeder die zij 'geweldig' vindt. Hierdoor voelt de jongen zich door zijn tante, en enige liefde, verraden. Nadat hij geslaagd is voor zijn eindexamen en nadat Coleta iets eerder plotseling een eind heeft gemaakt aan hun intieme relatie, verlaat hij het ouderlijk huis, op zoek naar werk in 'Holland'.

## Drukgeschiedenis
Mijn tante Coleta is de enige roman van Geert van Oorschot. Na verschijnen werd het boek een groot succes en beleefde druk na druk. In 1990 werd het ook uitgegeven als Bulkboek nr. 182, in 1994 werd het samen met de verhalenbundel Twee vorstinnen en een vorst en nog een aantal ongepubliceerde verhalen opgenomen in De Vlissingse Verhalen.

## Film
In de film Twee vorstinnen en een vorst, genoemd naar de gelijknamige verhalenbundel van Peskens, worden veel scènes ontleend aan Mijn tante Coleta. Het personage Coleta, gespeeld door Linda van Dyck, komt in de verhalenbundel echter niet voor.